# Dobrović
Dobrović falu Horvátországban Verőce-Drávamente megyében. Közigazgatásilag Újbakócához tartozik.

## Fekvése
Verőcétől légvonalban 40, közúton 46 km-re délkeletre, községközpontjától 6 km-re keletre, Nyugat-Szlavóniában, a Drávamenti-síkságon, a Papuk-hegység előterében, Miljevci és Bjelkovac között, a Vučinska-patak partján fekszik.

## Története
A település a 16. század végén, vagy a 17. század elején keletkezett pravoszláv vlachok betelepítésével, akik a török uralom idején a környező földeket művelték meg. A térség 1684-ben szabadult fel a török uralom alól, de a harcok miatt a lakosság elmenekült. 1698-ban lakatlan településként „Dobrovich” néven szerepel Szlavónia felszabadított településeinek összeírásában. A 18. században délről, főként Boszniából új pravoszláv telepesek érkeztek.
Az első katonai felmérés térképén „Dorf Dobrovics” néven találjuk. Lipszky János 1808-ban Budán kiadott repertóriumában „Dobrovich” néven szerepel. Nagy Lajos 1829-ben kiadott művében „Dobrovich” néven 42 házzal, 238 ortodox vallású lakossal találjuk.
1857-ben 287, 1910-ben 411 lakosa volt. 1910-ben a népszámlálás adatai szerint lakosságának 62%-a szerb, 31%-a horvát, 5%-a magyar anyanyelvű volt. Verőce vármegye Szalatnoki járásának része volt. Az első világháború után 1918-ban az új szerb-horvát-szlovén állam, majd később (1929-ben) Jugoszlávia része lett. 
Az 1960-as évektől fogva a fiatalok elvándorlása miatt a lakosság száma folyamatosan csökken. 1991-ben lakosságának 49%-a szerb, 43%-a horvát nemzetiségű volt. 2011-ben 128 lakosa volt.

## Lakossága
| Lakosság változása | Lakosság változása | Lakosság változása | Lakosság változása | Lakosság változása | Lakosság változása | Lakosság változása | Lakosság változása | Lakosság változása | Lakosság változása | Lakosság változása | Lakosság változása | Lakosság változása | Lakosság változása | Lakosság változása | Lakosság változása |
| ------------------ | ------------------ | ------------------ | ------------------ | ------------------ | ------------------ | ------------------ | ------------------ | ------------------ | ------------------ | ------------------ | ------------------ | ------------------ | ------------------ | ------------------ | ------------------ |
| 1857               | 1869               | 1880               | 1890               | 1900               | 1910               | 1921               | 1931               | 1948               | 1953               | 1961               | 1971               | 1981               | 1991               | 2001               | 2011               |
| 287                | 279                | 274                | 321                | 385                | 411                | 646                | 514                | 427                | 414                | 375                | 241                | 176                | 148                | 157                | 128                |

## Nevezetességei
Urunk mennybemenetele tiszteletére szentelt pravoszláv parochiális temploma 1749-ben épült, 1774-ben megújították. 1942. január 8-án a faluba bevonuló usztasák lerombolták. A templom helyén ma csak egy kereszt áll. A kereszttel átellenben a délszláv háború után épített házat imaházzá alakították át.